# Алешд
Але́шд (рум. Aleşd, венг. Élesd) — город на северо-западе Румынии, в жудеце Бихор.
Занимает площадь в 71,95 км². Население 10066 жителей (2011 год).

## География
Город находится в западной части Румынии на холмистой местности. Высота 247,2 м над уровнем моря. Через город протекает река Кришул-Репеде.
Город расположен на главной железнодорожной линии Орадя — Бухарест, в 38 км от города Орадя.

## История
Первое упоминание города относится к 1291 — 1294 годам, где оно было упомянуто в реестре десятин епископа как Villa Elusd. В 1332 был записан как Sacerdos de Villa Elesd. Замок тех времен находится в руинизированном состоянии недалеко от современного города и разрешен для осмотра туристами.
После распада Австро-Венгрии в 1918 году, город стал частью Румынии. В результате второго Венского арбитража, он был возвращен Венгрии с 1940 по 1945 год.

## Население
Население (2007) — 10746 человека. По данным переписи 2002 года, 65,2% населения составляли румыны, 19,1% — венгры и 15,7% — другие народы.
По религиозной принадлежности на 2011 год, большинство жителей православные (47.48%), католики (18.16%), реформаторы (10,05%), пятидесятники (9.26%) и баптисты (7,77%).

## Галерея

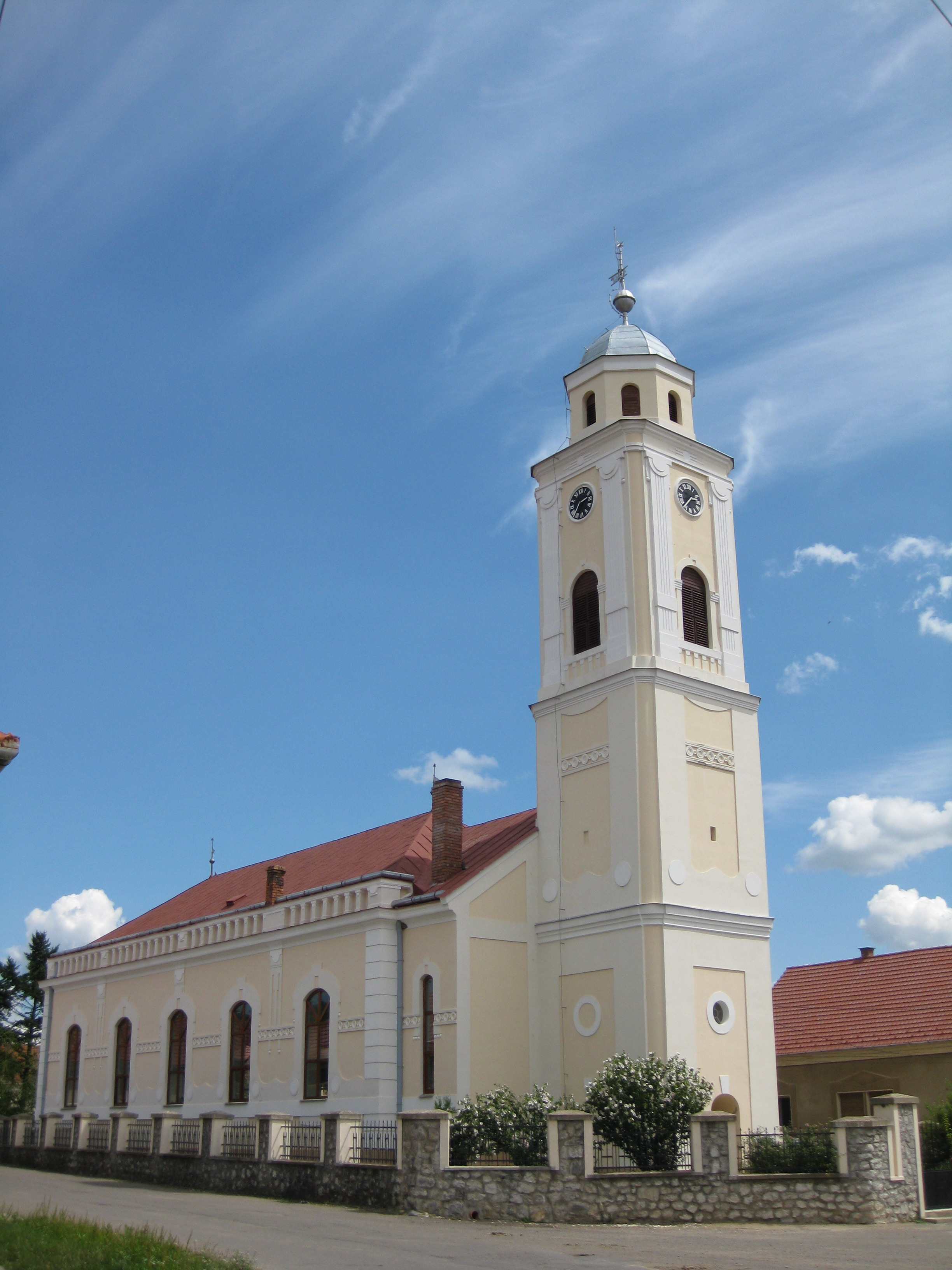
Реформаторская церковь
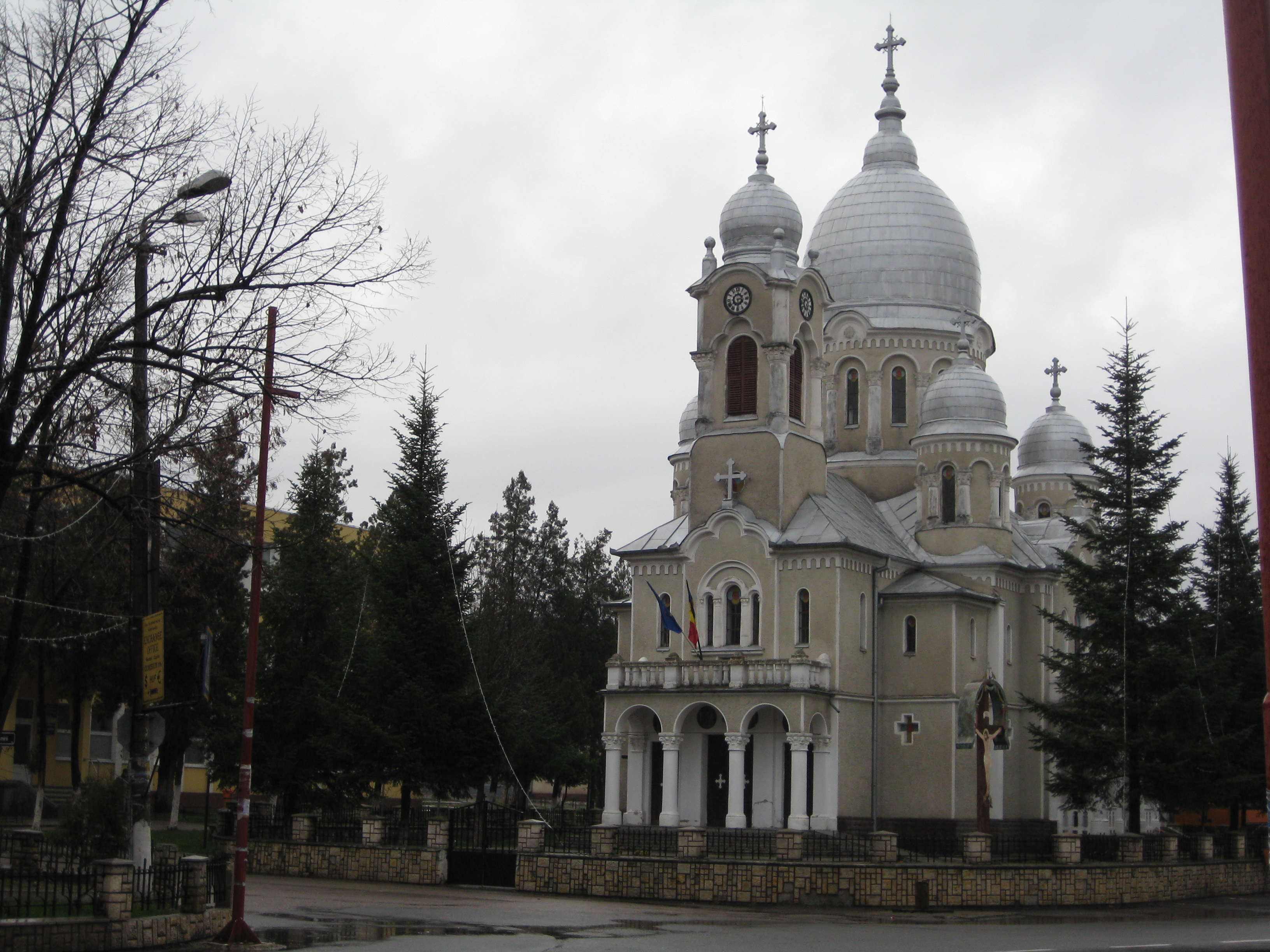
Православная церковь
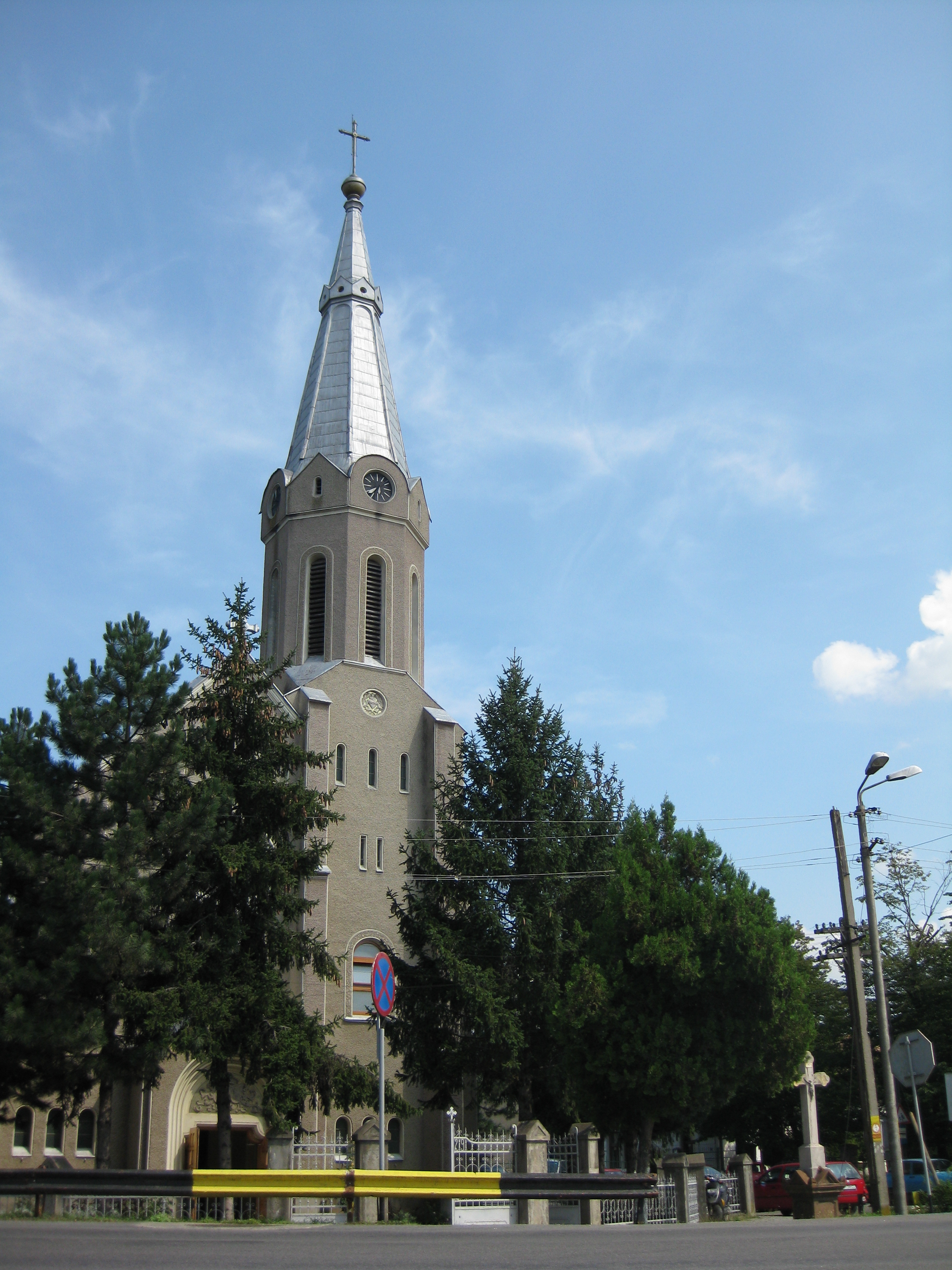
Римско-католическая церковь
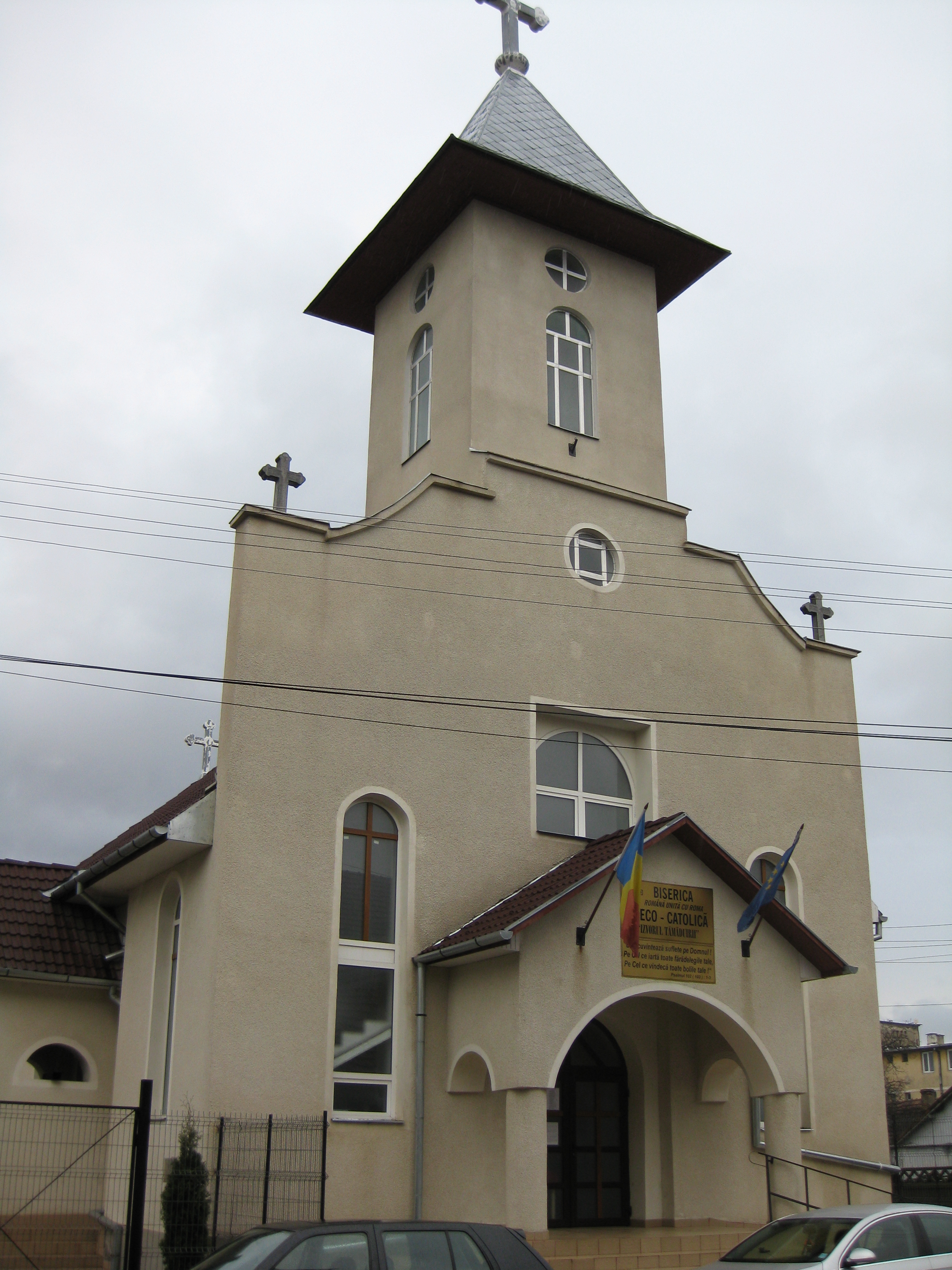
Грекокатолическая церковь
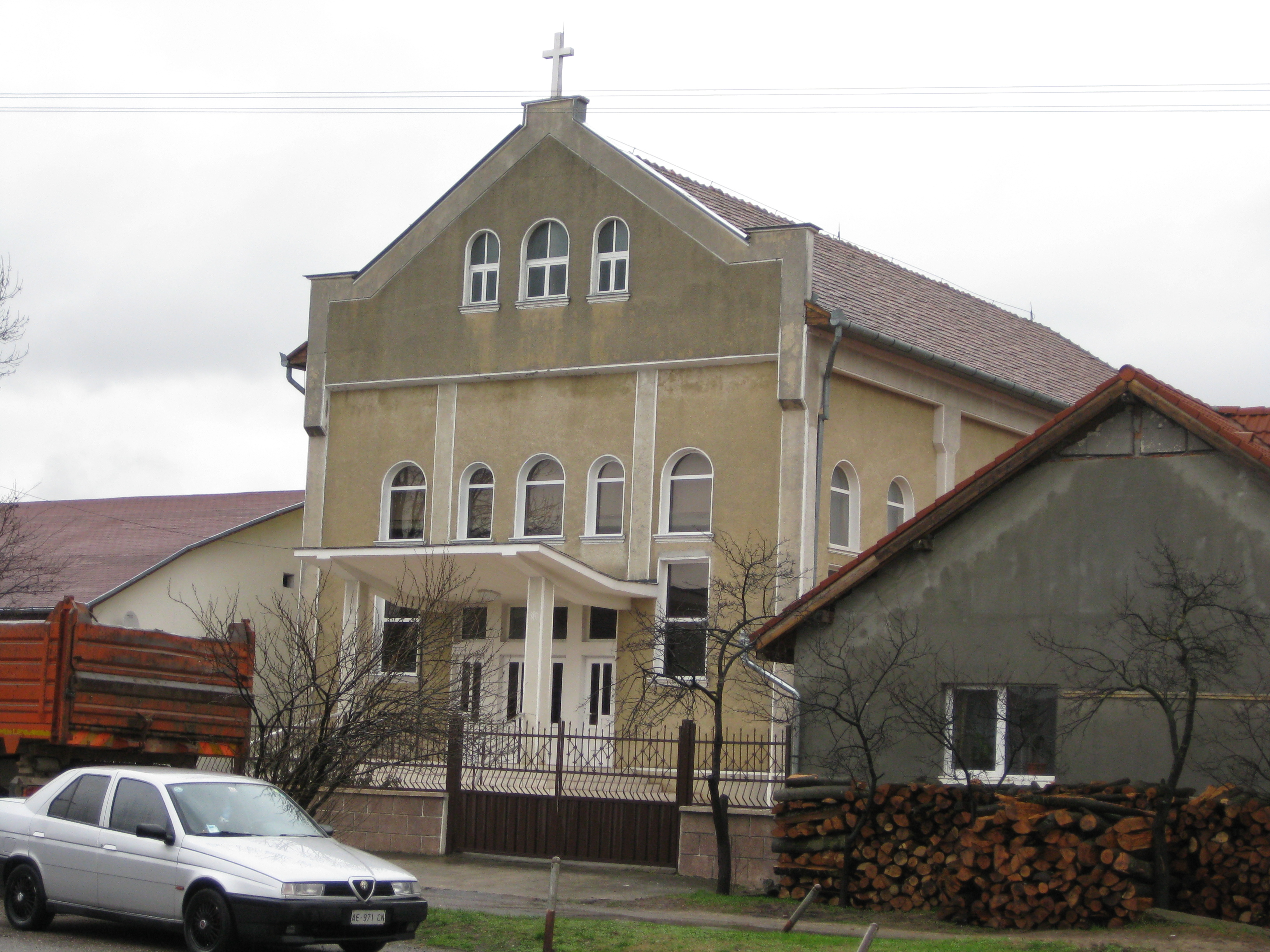
Баптистская церковь
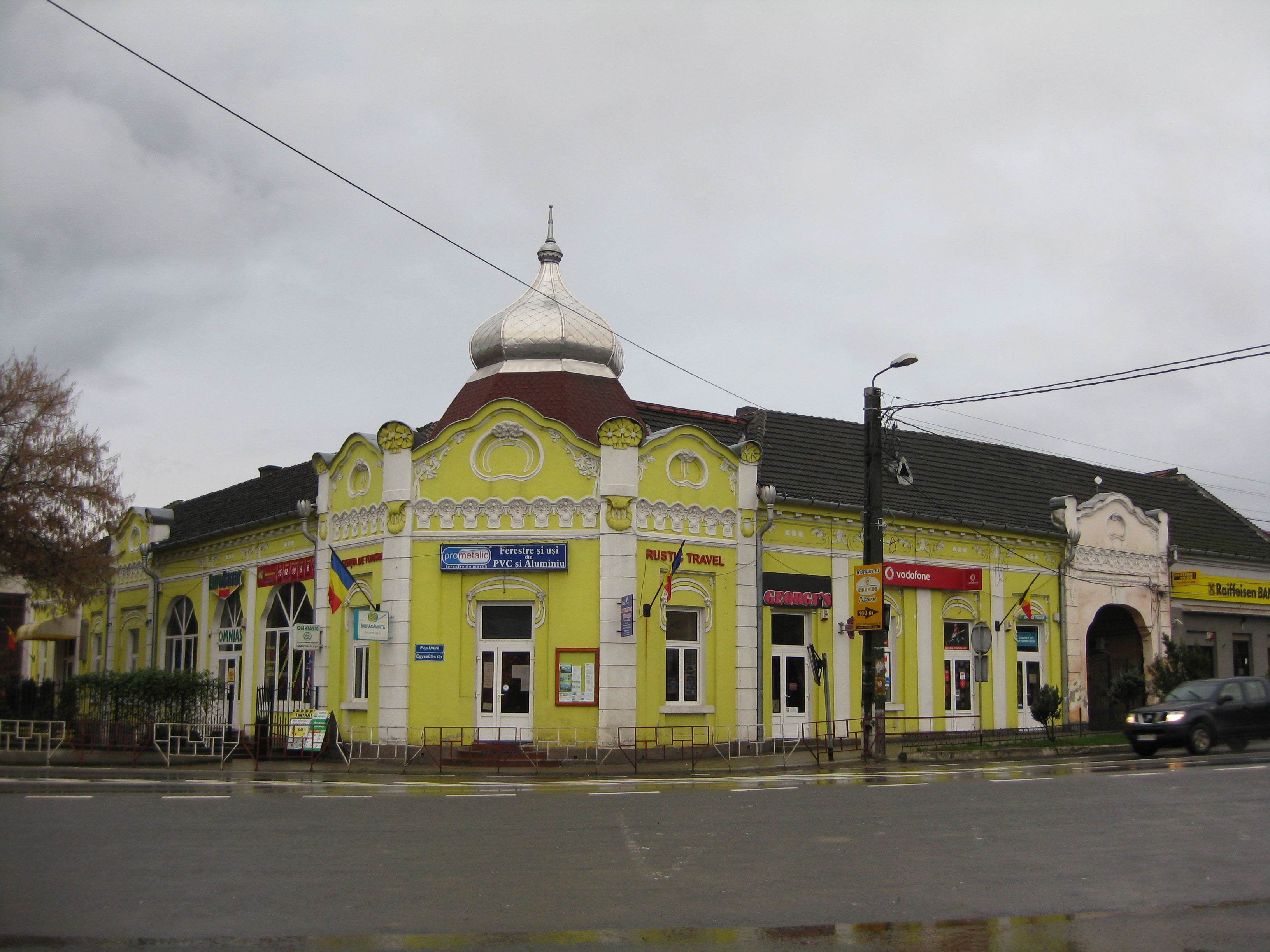
Отель Erzsebet
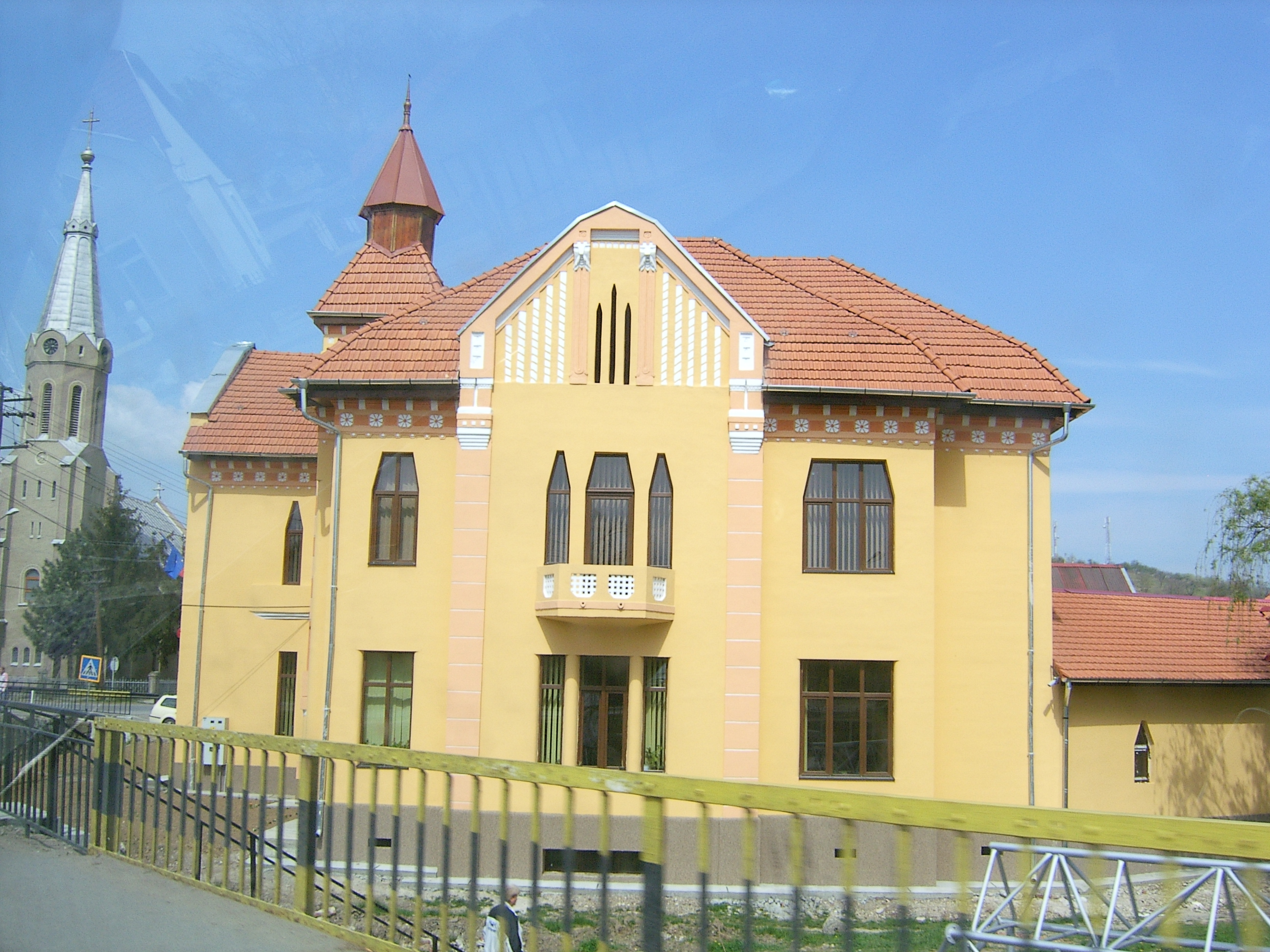
Létai house
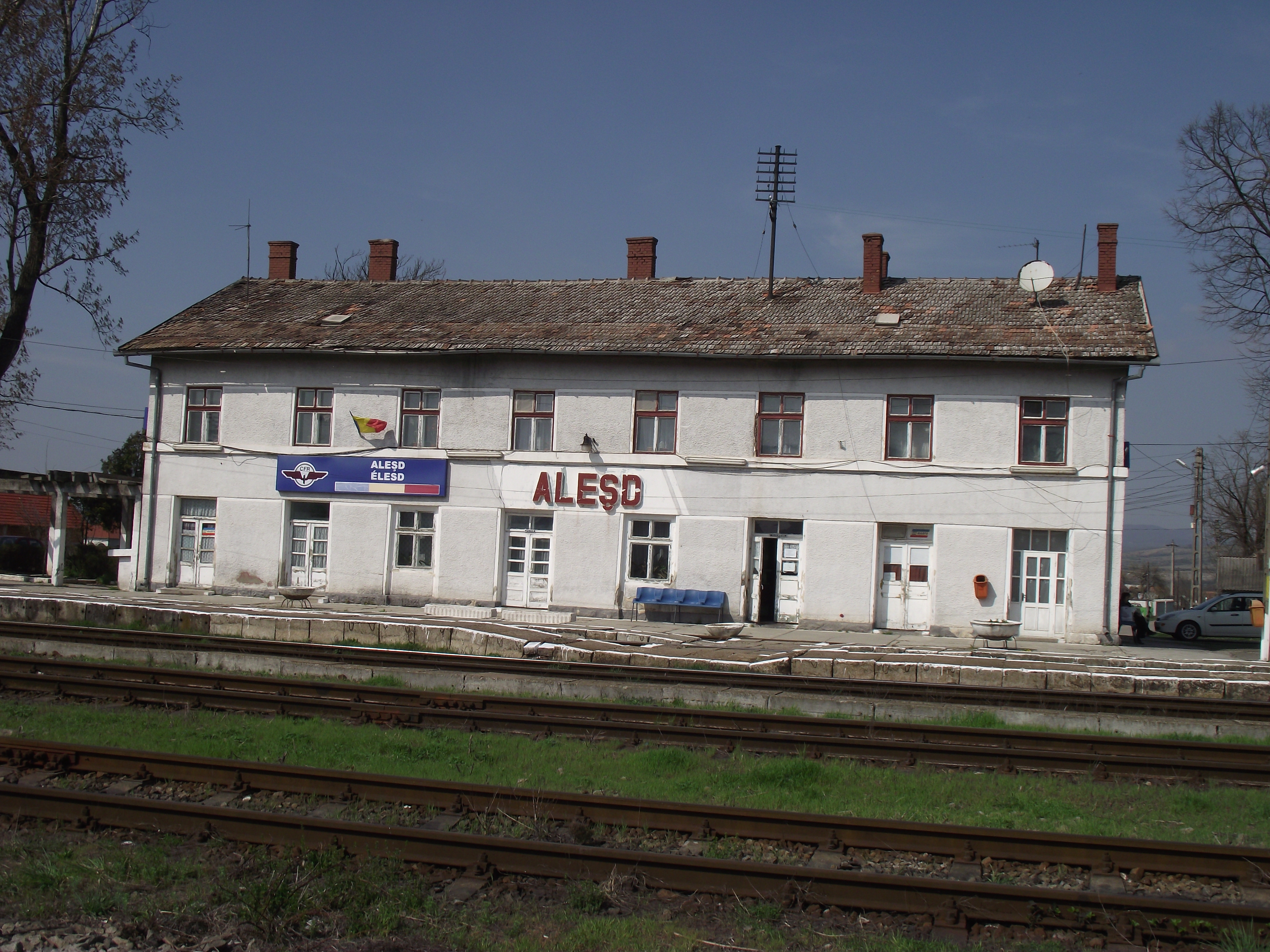
Вокзал